# Zgodnjekrščansko središče, Ljubljana
Zgodnjekrščansko središče so ostanki rimskega mesta Emona, ki ležijo v Ljubljani, na Erjavčevi cesti, v bližini Cankarjevega doma.
Arheološka izkopavanja so odkrila rimsko stanovanjsko hišo. Zgrajena je bila v začetku prvega stoletja našega štetja. V skoraj 500 letih obstoja je bila večkrat prezidana oziroma obnovljena. Prva večja prezidava sega na začetek 4. stoletja. Obnovljeni so bili tlaki, urejeno je bilo hipokavstno ogrevanje in prizidani trije bazeni, kar kaže, da so stavbo morda spremenili v kopališče.
V drugi polovici 4. stoletja je bil del hiše prezidan v zgodnjekrščansko molilnico. V začetku petega stoletja so ob osrednjem dvorišču zgradili pravokotno krstilnico z bazenom za krščevanje v sredini. Krstilnica je tlakovana z večbarvnim mozaikom, v katerem so vidni napisi imen Emoncev, ki so financirali njegovo izdelavo. V krstilnico se je prišlo skozi pokrit hodnik (portik) z večbarvnim mozaikom, v katerega je prav tako napis z imenom graditelja, arhidiakona Antioha. To dokazuje, da je bila v tistem času v Emoni močna krščanska skupnost. To potrjujejo tudi pisni viri o emonskih škofih.